# Sveriges Akvarieföreningars Riksförbund
Sveriges Akvarieföreningars Riksförbund (SARF) är ett förbund grundat 1946 för att utgöra ett riksorgan för Sveriges akvarieföreningar. Både lokala föreningar och specialföreningar kan bli medlemmar i SARF. Arbetet bygger på att inspirera människor till uppfödning och odling av akvariefiskar på hobbynivå. Tidigare har föreningen gett ut tidningen SARF-Aktuellt fyra gånger om året till sina medlemmar.
Riksförbundet har några olika huvudområden, till exempel följande:
1. Att främja akvariehobbyn såsom varande en viktig väg till människors förståelse för naturen och de för allt liv väsentliga processer som där försiggår.
2. Att stödja de anslutna föreningarnas verksamhet till fromma för deras medlemmars utveckling inom akvariehobbyn.
3. Att tjäna som remissinstans för landets myndigheter vid stiftandet av lagar, föreskrifter och andra bestämmelser med inverkan på akvariehobbyn och närliggande områden.
4. Att intressera sig för en tidsenlig och saklig syn på miljöskydd och naturvård.
5. Verka för samverkan och debatt inom denna typ av hobby.
6. Odlingskampanjen
7. Utdelning av förtjänstmärken samt en medlemsvärvningstävling
8. Sprida information om denna typ av hobby.[1]

## Akvariets dag
Varje år anordnar Sveriges Akvarieföreningars Riksförbund en träff, som kallas Akvariets dag. Under denna träff delas priset Akvariets Oscar ut till någon, som har gjort en betydelsefull prestation för akvariehobbyn.

## Akvariets Oscar
Utmärkelsen Akvariets Oscar instiftades 1966 på initiativ av Tidskriften Akvariets redaktör Gunnar Lundin för att fira tidskriftens 40-årsdag. Förbundet tog över Oscars-nomineringen i samband med att Tidskriften Akvariet lades ned 1997. Priset Oscar bestod tidigare av en porslinstallrik, som har ett motiv föreställande påfågelcikliden, Astronotus ocellatus. Tallriken målades i över 20 år av Ulla Lind Villumsen, en dansk konstnär. På senare år har den ersatts av en bild med samma motiv. År 2016 utdelades detta pris för 50:e året i följd.

## Utbildning och förtjänstmärken
Sveriges Akvarieföreningars Riksförbund förser även medlemsföreningarna i hela landet med utbildnings- och informationsmaterial. Riksförbundet driver också den så kallade Odlingskampanjen (för främjandet av sund odling av akvariefisk) och delar ut förtjänstmärken samt arrangerar en medlemsvärvartävling för föreningens medlemmar.